# Conceição da Barra de Minas
Conceição da Barra de Minas là một đô thị thuộc bang Minas Gerais, Brasil. Đô thị này có diện tích 273,048 km², dân số năm 2007 là 3960 người, mật độ 15,1 người/km².